# Sayonara Eri
Sayonara Eri (яп. さよなら絵梨, Sayonara Eri, укр. Прощавай, Ері) — японський ван-шот, написаний і проілюстрований Тацукі Фудзімото. Його було опубліковано на веб-сайті Shonen Jump+ у квітні 2022 року, та надруковано в липні того ж року.

## Сюжет
Юта Іто отримує смартфон на день народження. Незабаром після того, як він відкрив подарунок, смертельно хвора мати Юти доручає йому зняти її на відео та зробити про неї фільм у разі її смерті. Після того, як вона помирає, Юта показує цей фільм у своїй школі, але зустрічається з глузуванням через його рішення закінчити фільм тим, що він втікає з лікарні, що вибухнула. Підданий знущанням Юта вирішує покінчити життя самогубством, стрибнувши з даху лікарні своєї матері. Його зупиняє дівчина на ім'я Ері, яка розповідає, що їй дуже сподобався його фільм, і закликає його зняти ще один. Обидва працюють разом, щоб довести це до кінця, чергуючи виробництво та марафон перегляду фільмів для натхнення та навчання. Вони вирішують зробити фільм напівдокументальним про них самих, але з різними перебільшеннями та вигаданими елементами, найпомітнішою з яких є ідея того, що Ері грає вампіра.
Юта та Ері зближуються, поки Ері не втрачає свідомості, коли вони гралися на пляжі. Виявляється, що Ері також смертельно хвора, як і мати Юти. Пригнічений Юта не хоче продовжувати працювати над своїм фільмом. Однак батько заохочує його рухатися вперед, а також розкриває читачеві правду, що мати Юти насправді жорстоко ставилася до її сина та чоловіка. Фільм, який вона попросила зняти, був спробою або отримати вигоду з її хвороби, якщо вона вижила, або вшанувати її пам'ять у позитивному світлі, якщо вона помре.
Юта та Ері завершують свій фільм незадовго до смерті Ері. Юта показує свій новий фільм, який цього разу сприймають схвально. Пізніше Юта стикається з одним із друзів Ері, і вони визнають, що Ері не була ідеалізованою версією, яку Юта зняв та змонтував для їхнього фільму, але обидва погоджуються, що вважають за краще пам'ятати свою спільну подругу саме такою.
Відтоді Юта проводить свій час, балансуючи між нормальним життям та одержимістю перемонтувати фільм Ері. Багато років по тому дорослий Юта переживає втрату дружини, дитини та батька в автокатастрофі. Втративши волю до життя, Юта вирішує вкотре спробувати накласти на себе руки в кінозалі, де вони з Ері влаштовували марафон фільмів. Прийшовши туди, Юта знаходить ще живу і молоду Ері. Ері розповідає, що вона справді є вампіром, яка протягом свого вічного життя постійно переживає втрату пам'яті, спричинену циклами відмирання мозку. Ері з її попереднього життя залишила конкретні інструкції для її майбутніх втілень, а також фільм, який вони з Ютою зняли, щоб вона назавжди запам'ятала його і знала, якою людиною їй слід прагнути бути. Відновивши свою волю до життя, Юта прощається з Ері і безтурботно йде, коли будівля, в якій знаходився кінозал, вибухає так само, як у фіналі його фільму про матір, залишаючи реальність попередніх сцен неоднозначною.

## Публікація
4 лютого 2022 року Шіхей Лін, редактор Shueisha, оголосив, що Тацукі Фудзімото напише 200-сторінковий ван-шот, який буде опублікований на веб-сайті Shonen Jump+ 11 квітня 2022 року. Манґа була надрукована у формі танкобону 4 липня 2022 року.
Viz Media та Manga Plus опублікували манґу одночасно з японським випуском. Друкований том з англійським перекладом вийшов у Viz Media 27 червня 2023 року.

## Сприйняття
За день після виходу манґа зібрала понад 2,2 мільйона переглядів на вебсайті Shonen Jump+.
У колонці на Bleeding Cool, зарубіжному сайті розважальних новин, цю роботу назвали однією з найкращих манґ 2022 року за її похмурий, сюрреалістичний і сентиментальний зміст, а також манґою, яка передає роздуми на такі теми, як кохання, втрата і горе, набагато сильніше, ніж фільми. Хіларі Ліан з Comic Book Resources зазначила, що порівняно з попереднім ван-шотом Фудзімото "Озирнись", "Прощавай, Ері" є не менш красивим і пронизливим. Робота слугує нагадуванням читачам, які пережили втрату, що мистецтво існує для того, щоб пам'ятати про прекрасну сторону чогось. Веб-сайт ділових новин Pledge Times заявив, що якщо ви не впевнені, які спогади того варті - красиві, але прикрашені чи жорстокі, але правдиві, - можливо, рішення полягає в тому, щоб слідувати кінцівці манґи і підірвати все, перш ніж забути.
Ван-шот посів друге місце у списку найкращої манґи для читачів чоловічої статі 2023 року Kono Manga ga Sugoi від Takarajimasha. Манґа посіла шосте місце в рейтингу «The Best Manga 2023 Kono Manga wo Yome!» журналу Freestyle. Вона посіла сьоме місце в 16-му Manga Taisho в 2023 році.